# Nazionale maschile under 19 di calcio della Croazia
La nazionale Under-19 di calcio della Croazia è la rappresentativa calcistica Under-19 della Croazia ed è posta sotto l'egida della federazione calcistica croata.
La selezione compete per il Campionato europeo di calcio Under-19, manifestazione a cui ha partecipato in tre occasioni, giungendo in semifinale nel 2010 e raggiungendo solo la fase a gironi nel 2012 e nel 2016.

## Piazzamenti agli Europei Under-19
- 2002: Turno di qualificazione
- 2003: Turno di qualificazione
- 2004: Fase Elite
- 2005: Fase Elite
- 2006: Fase Elite
- 2007: Fase Elite
- 2008: Fase Elite
- 2009: Turno di qualificazione
- 2010: Semifinale
- 2011: Fase Elite
- 2012: Primo turno
- 2013: Fase Elite
- 2014: Turno di qualificazione
- 2015: Fase Elite
- 2016: Primo turno
- 2017: Fase Elite
- 2018: Turno di qualificazione
- 2019: Fase Elite
- 2020 - 2021: Tornei annullati
- 2022: Fase Elite